# Grand Prix d'été de combiné nordique 2001
Navigation
2000 2002
L'édition 2001 du Grand Prix d'été de combiné nordique s'est déroulée du 24 août au 2 septembre 2001, en 5 épreuves disputées sur cinq sites différents. Il a été remporté par le Finlandais Samppa Lajunen.
Les épreuves ont commencé en Allemagne, à Klingenthal et se sont poursuivies à Steinbach-Hallenberg puis à Winterberg. La quatrième épreuve avait lieu en Autriche, à Ramsau am Dachstein, et la cinquième à nouveau en Allemagne, à Berchtesgaden.
| \| Klingenthal Steinbach-Hallenberg Winterberg Ramsau Berchtesgaden \| Les cinq sites de compétition |
| Klingenthal Steinbach-Hallenberg Winterberg Ramsau Berchtesgaden                                     |

## Calendrier
| Date                    | Type d'épreuve                    | Nombre de partants | Nombre de nations représentées | Vainqueur       | Deuxième        | Troisième         | Leader du Grand Prix |
| 1. Klingenthal          |                                   |                    |                                |                 |                 |                   |                      |
| 24 août 2001            | Gundersen individuel K 80 / 14 km | 59                 | 12                             | Samppa Lajunen  | Christoph Eugen | Michael Gruber    | Samppa Lajunen       |
| 2. Steinbach-Hallenberg |                                   |                    |                                |                 |                 |                   |                      |
| 26 août 2001            | Épreuve individuelle K 120 / 9 km | 59                 | 12                             | Ronny Ackermann | Samppa Lajunen  | Antti Kuisma      | Samppa Lajunen       |
| 3. Winterberg           |                                   |                    |                                |                 |                 |                   |                      |
| 29 août 2001            | Épreuve individuelle K 80 / 14 km | 57                 | 11                             | Jaakko Tallus   | Samppa Lajunen  | Sebastian Haseney | Samppa Lajunen       |
| 4. Ramsau am Dachstein  |                                   |                    |                                |                 |                 |                   |                      |
| 1er septembre 2001      | Épreuve individuelle K 90 / 15 km | 70                 | 15                             | Mario Stecher   | Bill Demong     | Ronny Ackermann   | Samppa Lajunen       |
| 5. Berchtesgaden        |                                   |                    |                                |                 |                 |                   |                      |
| 2 septembre 2001        | Épreuve individuelle K 90 / 10 km | 70                 | 15                             | Mario Stecher   | Felix Gottwald  | Jens Gaiser       | Samppa Lajunen       |

## Classement
| Rang | Athlète           | Points |
| ---- | ----------------- | ------ |
| 1.   | Samppa Lajunen    | 524    |
| 2.   | Bill Demong       | 382    |
| 3.   | Jens Gaiser       | 342    |
| 4.   | Michael Gruber    | 327    |
| 5.   | Sebastian Haseney | 320    |
| 6.   | Christoph Eugen   | 311    |
| 7.   | Andrej Jezeršek   | 310    |
| 7.   | Jaakko Tallus     | 310    |
| 9.   | Felix Gottwald    | 243    |
| 10.  | Marcel Höhlig     | 213    |